# Ошмянка (присілок)
Ошмя́нка (рос. Ошмянка, башк. Ошмянка) — присілок у складі Благовіщенського району Башкортостану, Росія. Входить до складу Орловської сільської ради.
Населення — 252 особи (2010; 243 в 2002).
Національний склад:
- башкири — 43 %
- росіяни — 28 %